# Tigran Vardan Martirosyan
Pour les articles homonymes, voir Martirosyan.
Tigran Vardan Martirosyan (né le 3 mars 1983 à Leninakan) est un haltérophile arménien.

## Carrière sportive
En 2004, aux Jeux olympiques d'Athènes, il ne finit qu'à la septième place des moins de 85 kg.
Aux championnats du monde d'haltérophilie de 2006, il remporte la médaille de bronze dans la catégorie des moins de 85 kg avec un total de 370 kg.
En 2008, il remporte la médaille d'or aux championnats d'Europe avec un total de 377 kg puis la médaille d'argent aux Jeux olympiques de Pékin, toujours dans la catégorie des moins de 85 kg, avec un total de 380 kg.

## Palmarès

### Jeux olympiques
- Jeux olympiques d'été de 2008 :  médaille de bronze en moins de 85 kg

### Championnats du monde
- Championnats du monde d'haltérophilie 2006 :  médaille d'argent en moins de 85 kg

### Championnats d'Europe
- Championnats d'Europe d'haltérophilie 2008 :  médaille d'or en moins de 85 kg